# 朝倉南陵
朝倉南陵（あさくら なんりょう）は、江戸時代後期の徳山藩の御用絵師で、朝倉家・四代目当主。
五代目当主が三男の、朝倉震陵である。
徳山藩時代にお抱え絵師として活躍した者が、朝倉家の人々だった。中でも四代の南陵は「花鳥・人物・山水」に多くの優れた作品を残した。

## 初代から三代について
朝倉家初代の繁経（しげつね）は、源氏の流れをくむと言われ、最初は「鳥野安左衛門（とうの やざえもん）」と称したが、毛利元就から安芸国朝倉庄を与えられ、朝倉姓を名乗り始めた。しかし二代・友信（とものぶ）のときに故あって家柄断絶となる。以来、姓を改めて「桜井（さくらい）」と称したが、友信の子・友明（ともあき、朝倉等泉）の代で家の再興が許され、三代・友明から再び御用絵師として召し抱えられた。
友明が31歳で死去すると、親族は徳山藩浪人・阿武六左衛門春俊（あんの ろくざえもん はるとし）の子・光世（みつよ）を朝倉家に迎えた。
この光世が、のちの南陵であり、南陵は12歳で朝倉家の家督を継いだ。朝倉氏四代・南陵の誕生である。（朝倉家文書,周南風土記3章より）

## 生涯
幼い頃から櫛ケ浜に居住していた南陵は宝暦11年（1761年）浪人だった父と、徳山藩舞車の阿武宅に戻り、6歳で祖父・阿武長兵衛晴兼の家督を継いだ。その2年後には父とともに帰参を願い出て許された。
明和4年7月11日（1767年8月5日）、朝倉氏三代・友明の死にともない、南陵は朝倉家の婿養子に迎えられた。室は、養父にあたる友明の妹であった。
南陵は一時、阿武氏と朝倉氏の両家を継ぐことになったが、閏9月3日に正式に朝倉家家督を継いだため、阿武氏の名跡は断絶した。南陵はその後、自分の生まれた阿武氏の名跡を再興するために非常な努力をしたと伝えられている。〔周南風土記・参照のこと〕
はじめて萩の雲谷家に赴いて絵の稽古を始めたのは、安永元年（1772年）、17歳のとき。さらにその2年後の安永3年（1774年）には19歳で雲谷等徴・等竺の父子に師事し、「等遠」のちに「等佳」と号した。
安永7年閏7月9日（1778年8月30日）、23歳の南陵は萩藩の御居間御用之節に召し出される。翌年の安永8年、喜代槌の名を「湖内（こない）」と改名する。
30歳のとき、父の六左衛門が亡くなり、南陵は扶持を10石加増されて25石となる。この年に江戸に出て稽古する。
江戸では漢画を小笠原候の画家、岩井江雲に学び「江」の字を許されて江雪と号する。その3年後、33歳で再び雲谷等竺について絵の修行に励んだが、このときは藩に百日の御暇を願い出て、聞き届けられた。その翌年、屋敷の拝領を願い出て、勝屋意碩の明屋敷拝領している。
寛政3年11月2日（1791年11月27日）。南陵・36歳のとき、領内の大絵図を描くことを命ぜられ、約1ヶ月後にそれが完成すると、引き続いて、勝三郎天満宮像、御本家様、そのほかにも御末家様御験一冊、筑前相福寺への絵などを仰せつけられた。このとき報奨として御蔵本より、銀3両が与えられているが、この褒美は絵に対してではなく、領内地図づくりの「ご苦労賞」だったようである。
寛政4年（1792年）には、萩に下り、御領絵図認方を仰せ付けられて有馬喜惣太の「領内絵図」「行程図」等、15冊を借りて写す。
画業に励み、画師としての藩内での地位を確固たるものにしていった南陵は、やがて大殿様御出入りを許される。大殿様とは、時の徳山藩七代藩主・毛利就馴である。その後、ほどなくして就馴の御居間富田御殿の御用を仰せ付けられている。
寛政11年（1799年）には、藩主五代広豊、六代広寛公の肖像を描いた。
南陵の人生において、もっとも大きな藩命は『領内の絵図』にかけた10年間であった。この時期は画師の本業はそっちのけで「地図屋」の生活を余儀なくされた。
文化3年（1806年）南陵が51歳のとき、初めて日本全国の実測図を作ったことで知られる伊能忠敬が、東北や蝦夷の測量を終え、中国地方に西下してくることになったのだ。伊能忠敬の長州測量である。
幕吏である伊能忠敬を迎える長州藩は大変であった。地図作りと、その手伝いをしなければならない。南陵が地図屋の生活を10年余も余儀なくされたのは、まさにこのためであった。
伊能忠敬は、文化3年（1806年）6年、8年、10年の計四回、長州へやってきている。そのたびに南陵は、「御館（徳山藩主の居城）から東西南北を見渡す絵図」をはじめ「峠（下松）より富海までの街道から、左右の山野、田畑のあらかたの絵図」などを作るよう命じられた。また「港を入れよ」「ハゼ植林と地名も」など、次々と藩に通達してくる幕命にてんてこ舞いであったという。
測量についての伊能の注文は、実に厳しく、徳山と下関の間を、わずか14日で測量したというから、その速さはまさに特急列車並みである。このような南陵の苦労をねぎらい、藩主は前後四回にわたって「金二百匹、銀九枚」や「紋付」を贈っているが、そのことでもいかに大変な任であったかが分かる。
しかし、このように長州の測量が、九州地方などに比べて格段に早かったのは、萩本藩の有馬喜惣太をはじめ、長州藩の人々の測量技術が進んでいたからだといわれている。
【伊能忠敬の長州測量について、朝倉南陵本人が書き残した珍しい資料として『周南風土記』に細やかに記録が掲載されている】
南陵と改名したのは、文化7年（1810年）55歳のときだった。南陵はこのとき、御館の画師との兼務で絵図方につき、のちに身分は「一代中小姓格」から「永代中小姓」へと重用された。
76歳で隠居した際には、以後も御殿への出入りを許されたほか「長きに渡った、絵図方の苦労に」と銀二枚を生涯与えられるという厚遇を受けている。
隠居後は、三男の震陵に家督を譲り（長男の右仲は十八歳で死去している）絵図方から退いたが、その後も画師として数々の御用画を描いた。80歳を超えてからの作品は、一段と凄みを増していった。その数々の作品は、今も山口県立美術館蔵（孔雀図）や、83歳で描いた「雲龍図 屏風絵」など多岐に渡る作品からうかがうことができる。
天保14年（1843年）88歳。御殿への登城で『杖の使用』まで許可されたが、その年の11月22日に亡くなった。

## 南陵の作品
参考文献と朝倉家文書を読めばわかるが、南陵は萩で雲谷派に学んだと言われている。が、雲谷の画風はそれほど強くない。南陵は藩勤めののちに学んだ長崎の帰化人・沈南蘋（しんなんぴん）そっくりの極彩色の花鳥を描いて、雲南と対していた。作品の幾つかは『第四回　郷土文化シリーズ　徳山文化振興財団』の調査により、震災等で焼失したと調査されたが、それでもかなりのものが残っている模様で、今でも彩色の鮮やかなものがある。
南陵の作品は、周南地方に残っているだけでも相当数にのぼる。昭和60年（1985年）に、第四回　郷土文化シリーズとして、『徳山文化振興財団』主催により徳山市文化会館展示室で開催された「朝倉南陵・震陵展」のときの財団下調べで、南陵のものだけで百三十四点あったことでも、それがわかる。
〔以下の画像は現在の所有者より、本ページにのみ掲載許可をとったものである〕

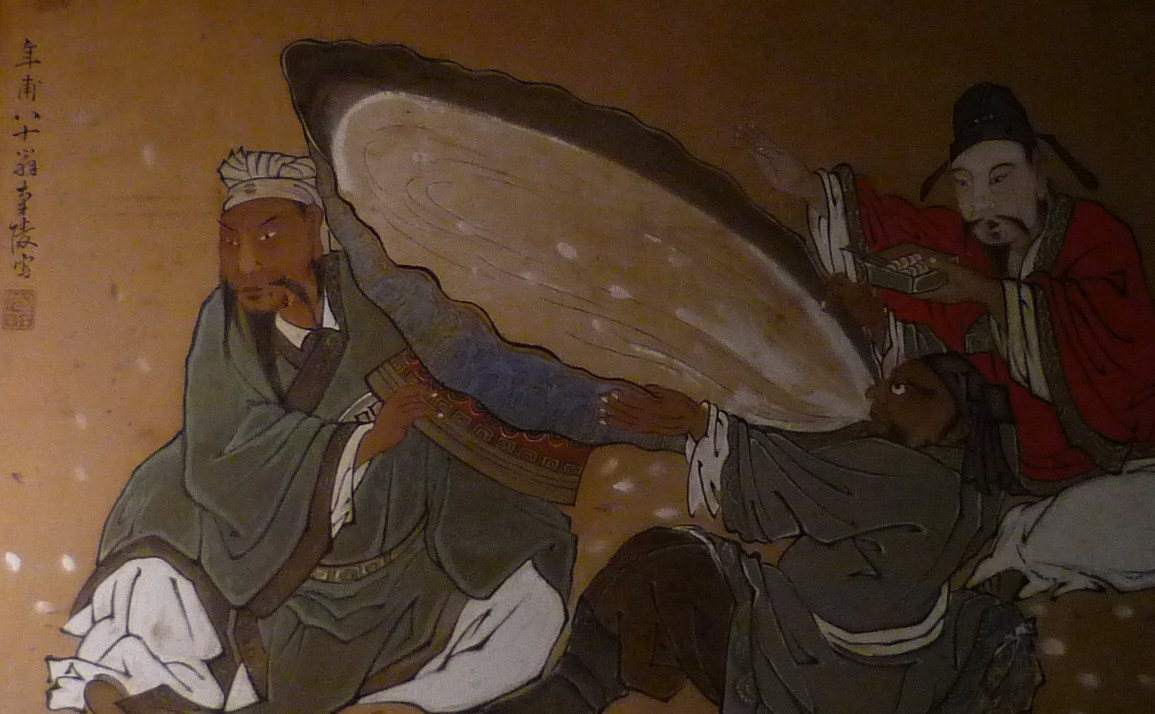
絵画（朝倉南陵）

絵画『飲酒人物図』（個人所有「続新周南風土記/小川亘 著」の表紙にも使用）
『雲龍図 屏風』（個人所有）
『小鳥とくちなし 襖絵四枚続き』（個人所有）

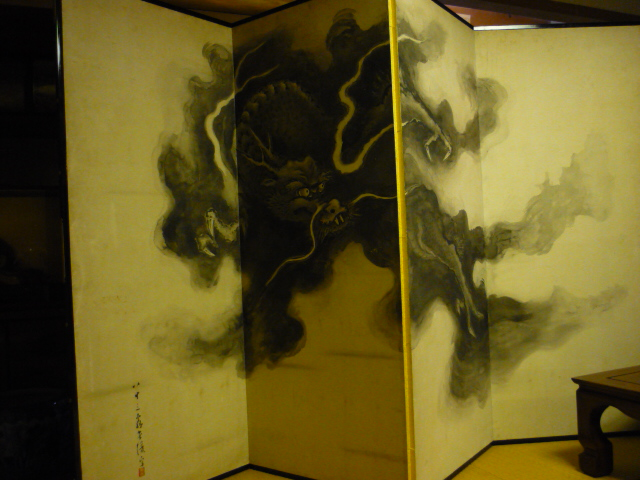
屏風 朝倉南陵

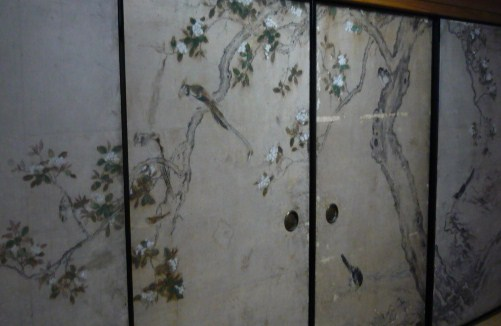
襖絵 朝倉南陵

襖絵 朝倉南陵

『庭園と人物 襖絵四枚続き』（個人所有）金箔がほどこされた豪華なものだったことがうかがえる。

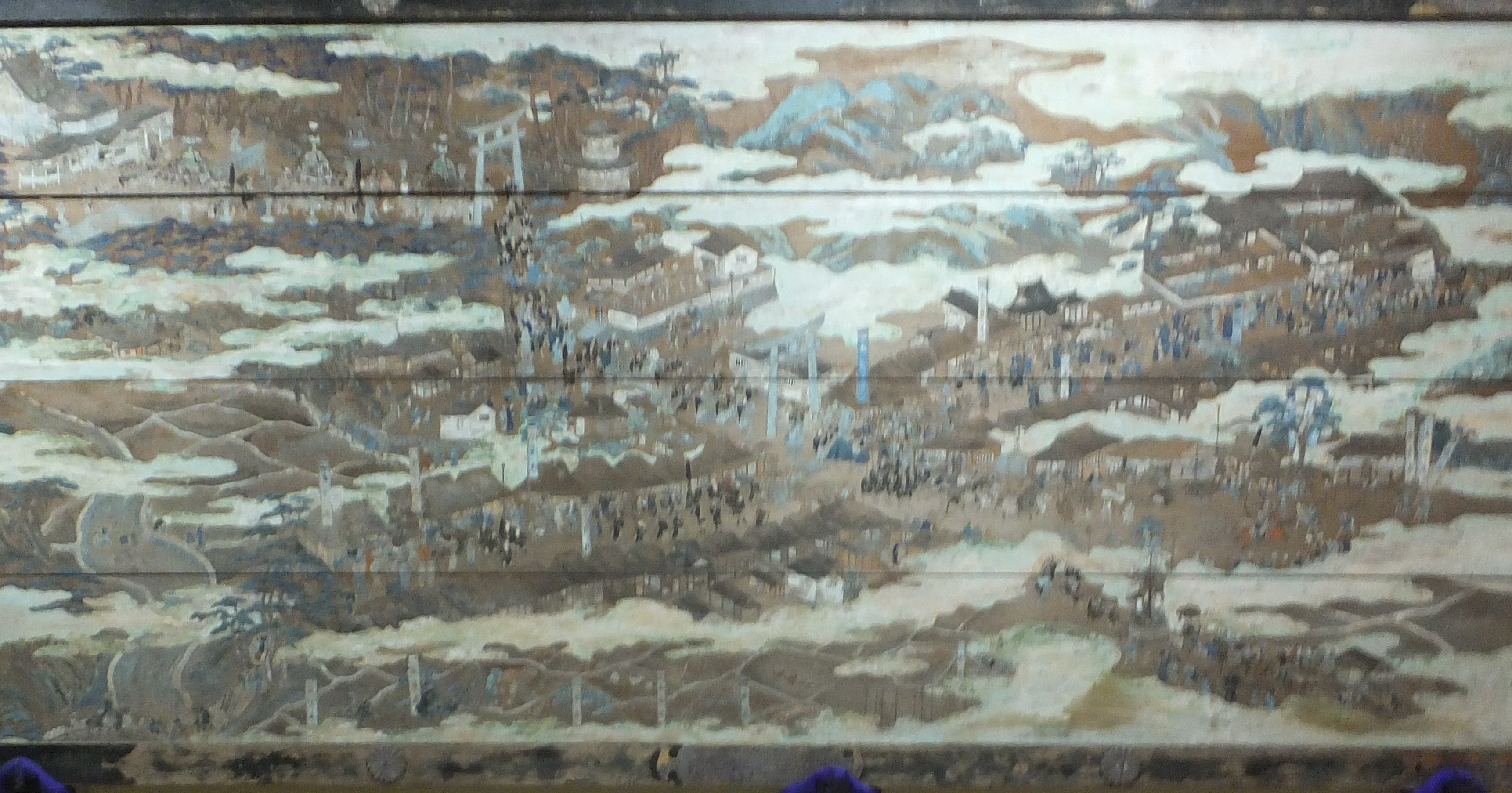
花岡八幡宮御礼絵馬 板絵 花岡八幡宮所蔵（弟子によって復元）

『花岡八幡宮御礼絵馬』（彩色画は消失したため弟子が描き直した）
『花岡八幡宮御礼絵馬』（下絵 南陵画）
『鷹』「周南風土記/小川亘 著」表紙
『花鳥1』（銘はないが南陵のもの）
『花鳥2』（銘はないが南陵のもの）

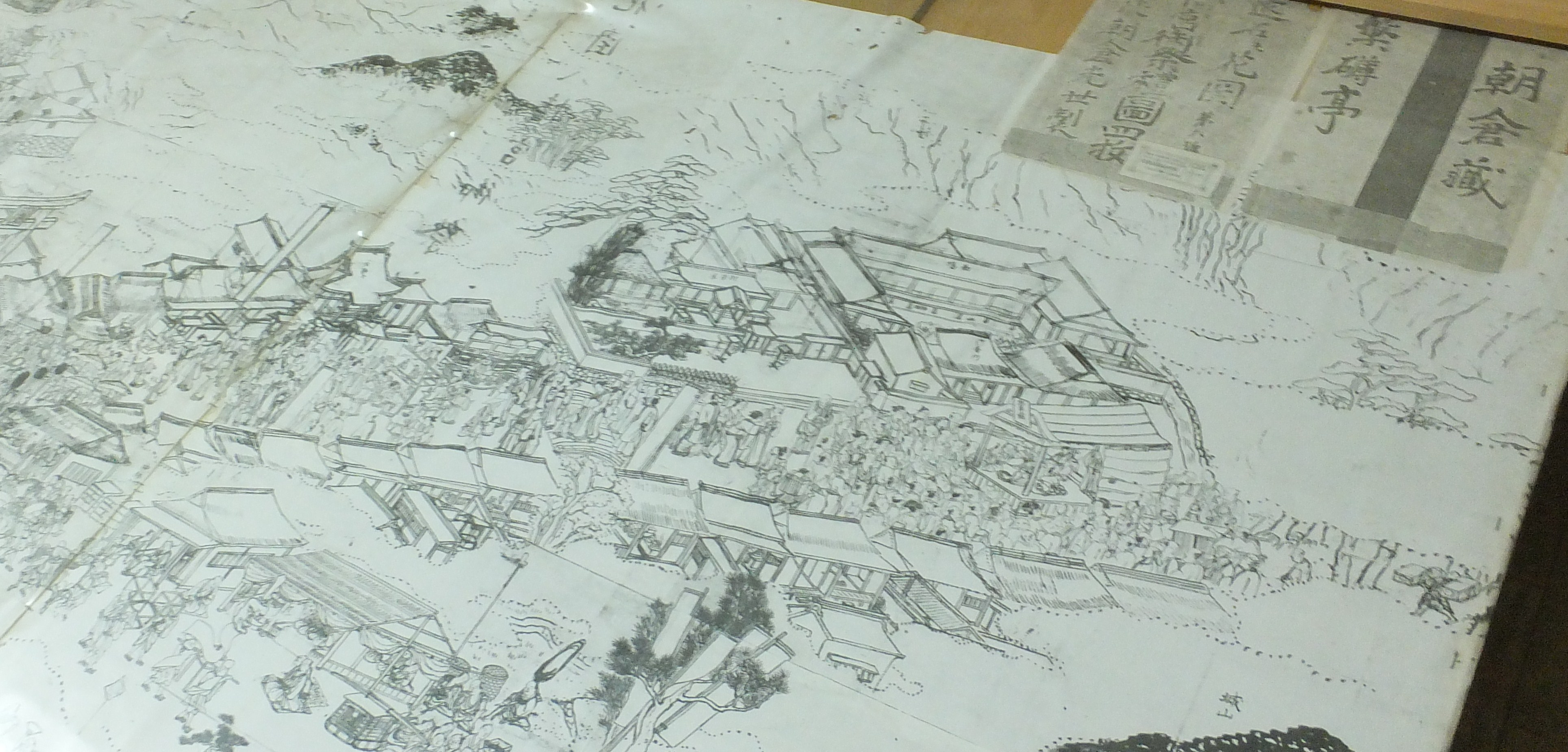
花岡八幡宮御礼絵馬 板絵の下書き（南陵画）

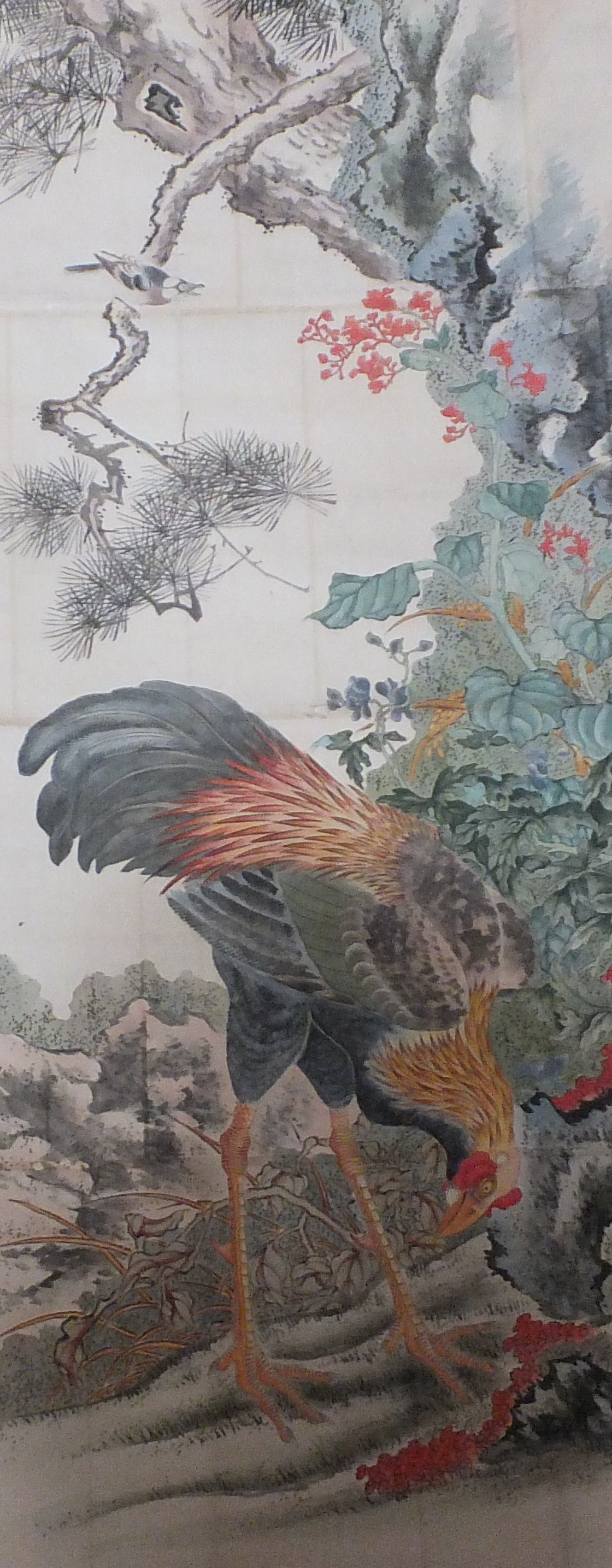
掛け軸（朝倉南陵）晩年の作品と思われる。

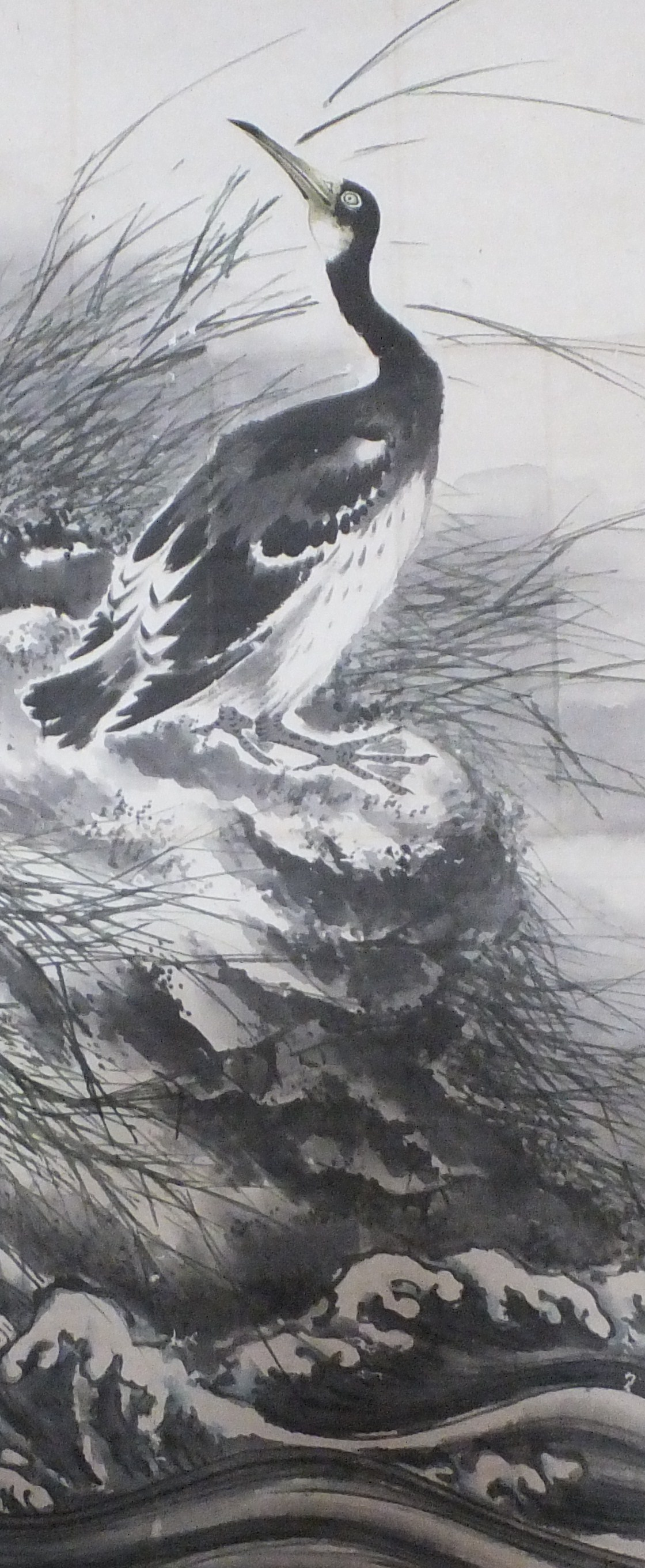
掛け軸（朝倉南陵）晩年の作品と思われる。

〔以下は常設展示や一般公開していないが、所蔵されているとわかっている〕
- 孔雀（山口県立美術館所蔵）
- 花鳥（山口県立美術館所蔵）
- 四季耕作図屏風（徳山毛利家蔵）
- 毛利広豊公像・ほか数点（徳山毛利家蔵）
- 釈迦三尊・十六羅漢図（建咲院）

『徳山文化振興財団』の調査により、所有者不明の屏風や襖絵が134点ほどあるそうだが、いずれも平成の現在はまとめて見ることはできない。

### 特記
※写真は製作者の個人撮影したもの（掲載許可あり）を使用。

※一部本文に周南風土記からのものがあるが、著者家族から許可をいただいてます。

協力

遠石八幡宮（宮司）

花岡八幡宮（宮司）

山口県立美術館

周南市美術博物館

徳山市生涯学習課